# Békés Megyei Jókai Színház
El Békés Megyei Jókai Színház (Teatre Jókai del Comtat de Békés) és un teatre situat a la ciutat de Békéscsaba, capital de Békés, (Hongria). Va ser inaugurat el 8 de març de 1879 i gaudeix d'una molt bona reputació en tot país.